# Stad Chalid Ibn Muhammad
Stad Chalid Ibn Muhammad – wielofunkcyjny stadion w Szardży, w Zjednoczonych Emiratach Arabskich. Pojemność stadionu wynosi 12 000 widzów. Swoje spotkania rozgrywa na nim drużyna Nadi asz-Szab.